# Kirche Rehfelde

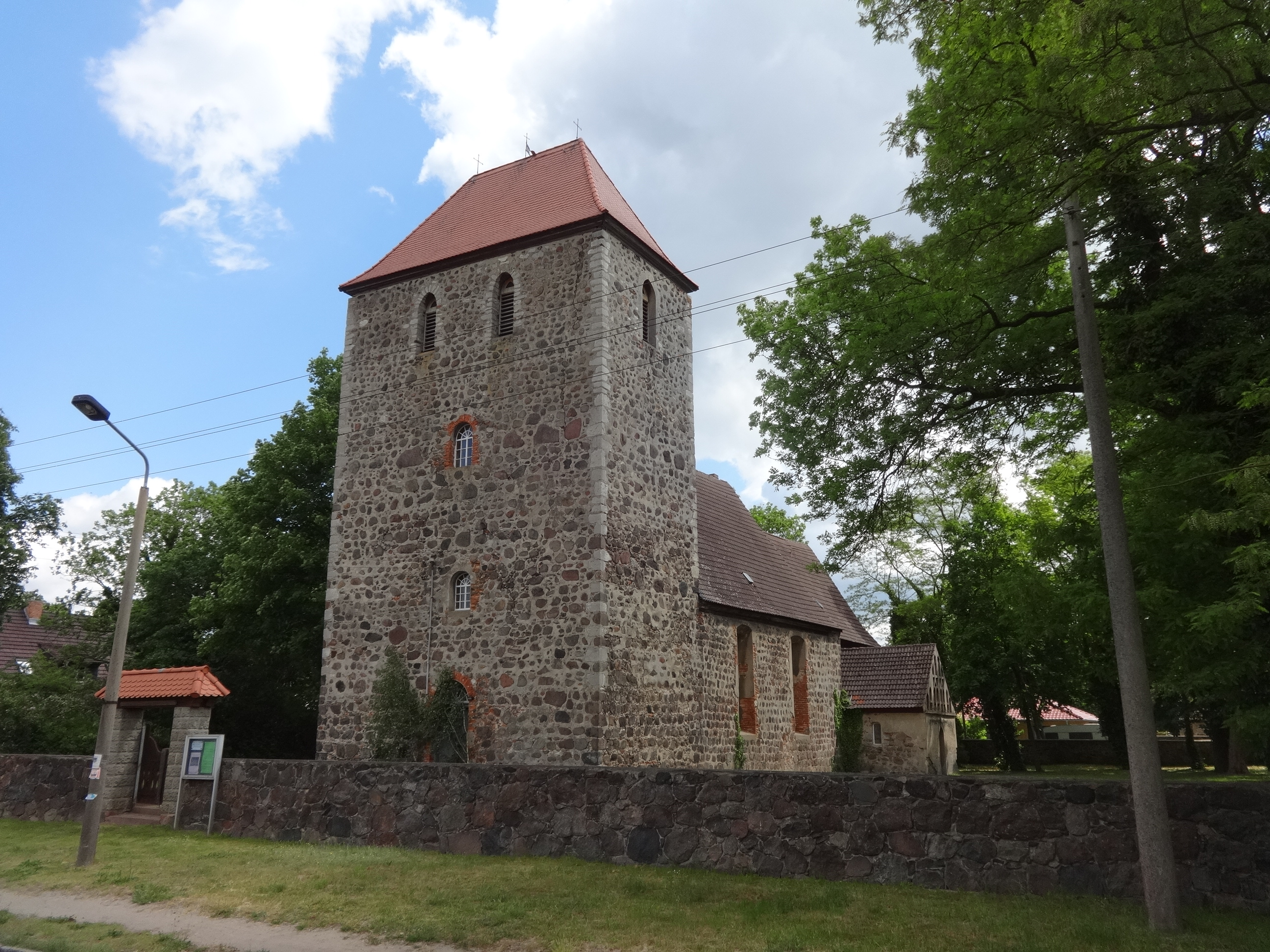
Kirche in Rehfelde-Dorf

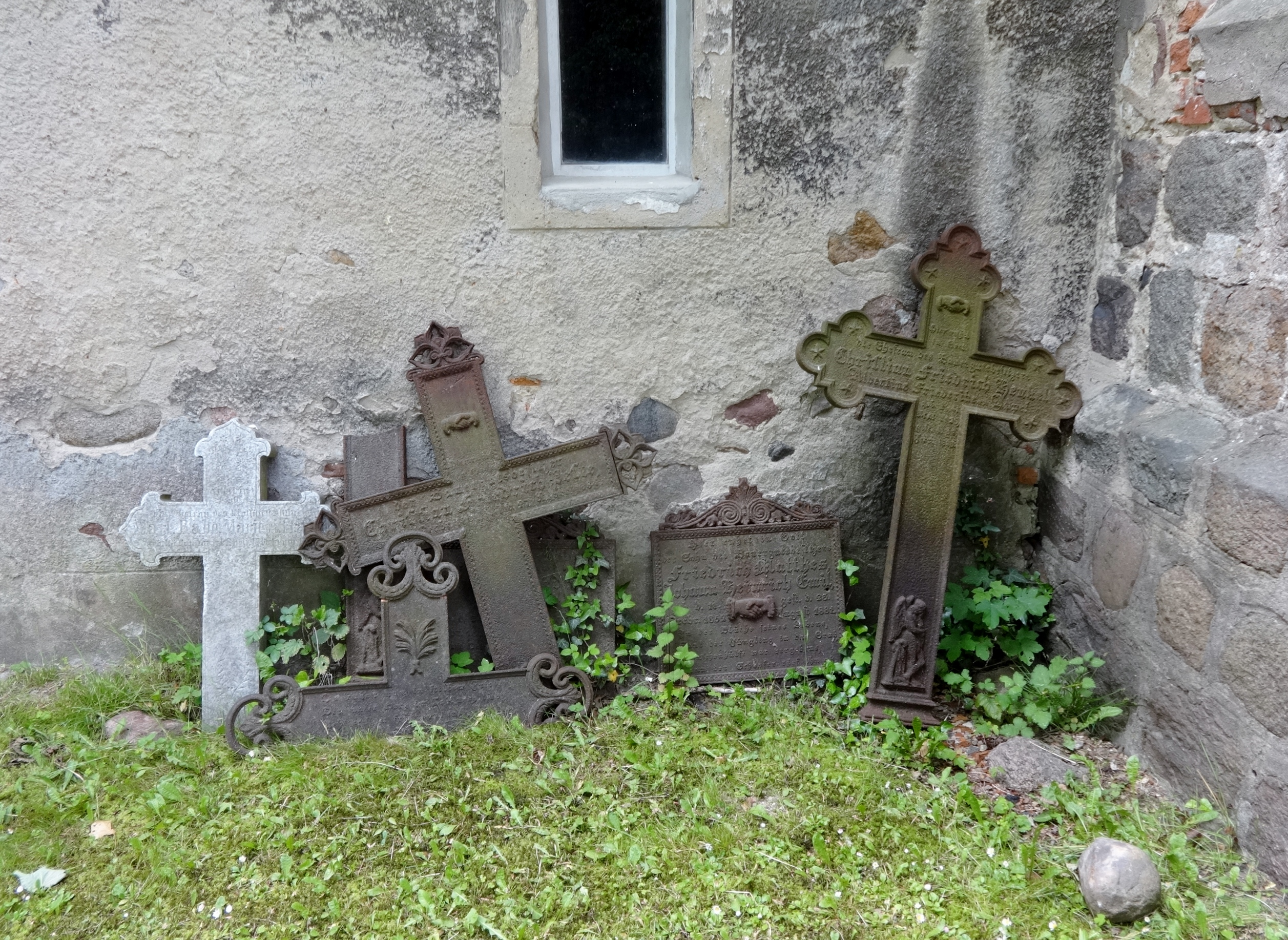
Alte Grabkreuze

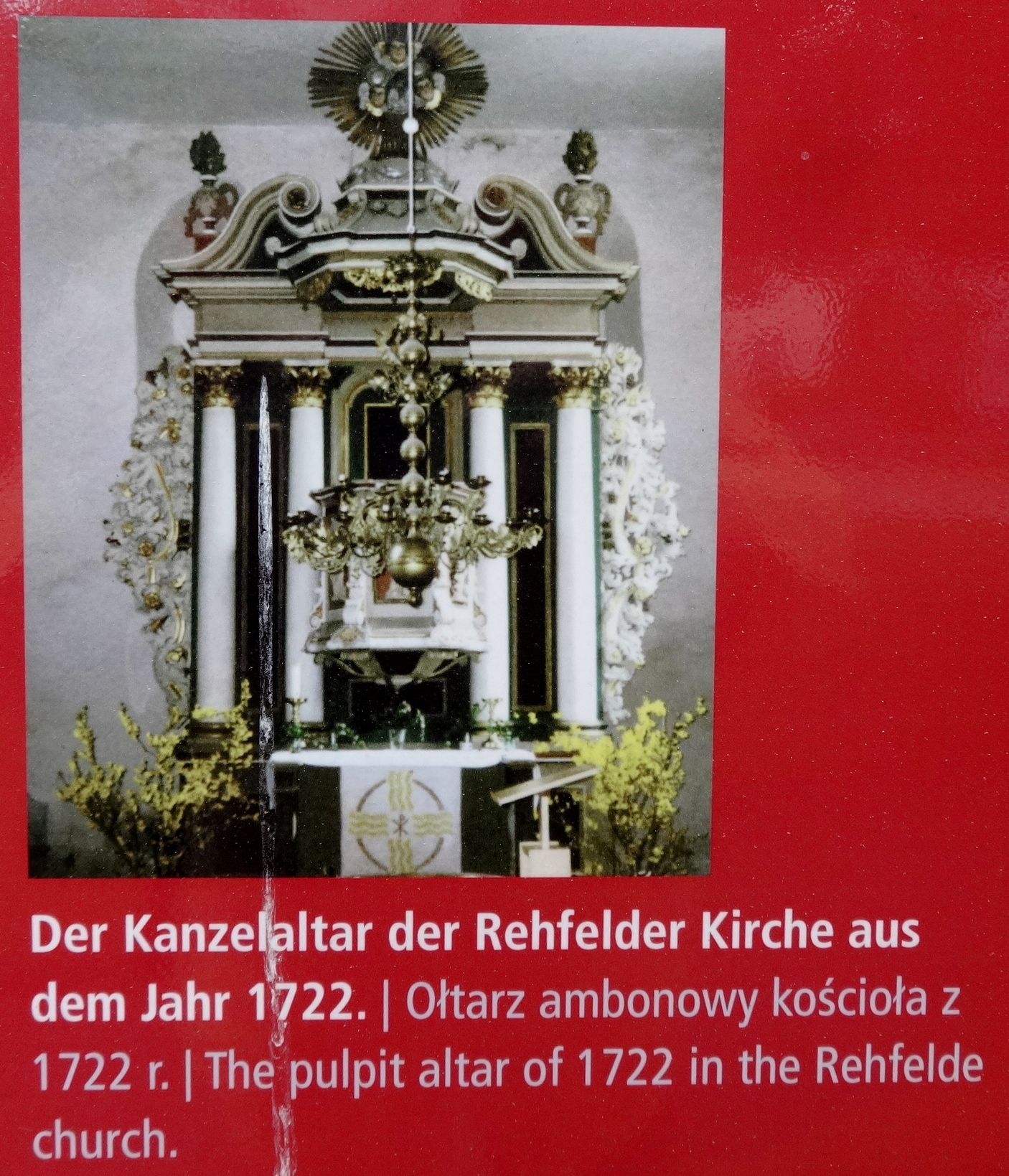
Kanzel-Altar

Die evangelische Kirche Rehfelde ist eine Chorquadratkirche in der Gemeinde Rehfelde im Landkreis Märkisch-Oderland in Brandenburg. Sie ist das älteste noch erhaltene Bauwerk im Dorf. Die Kirche gehört zum Kirchenkreis Oderland-Spree der Evangelischen Kirche Berlin-Brandenburg-schlesische Oberlausitz.

## Geschichte
Der Chor sowie das Kirchenschiff wurden in der zweiten Hälfte des 13. Jahrhunderts von Zisterziensermönchen erbaut. Im Jahr 1499 erweiterte die Kirchengemeinde den Sakralbau um den querrechteckigen Westturm. Aus dem Jahr 1712 ist eine umfangreiche Sanierung überliefert, bei der insbesondere die Kanzel und der Altar restauriert wurden. Um 1720 baute die Kirchengemeinde das Bauwerk um und vergrößerte die ursprünglich spitzbogenförmigen Fenster. 1725 setzte sie das Dach instand; 1861 den Putz sowie den Anstrich.
1954 wurde die Kirche gründlich renoviert (u. a. Wiederherstellung der Deckenbemalung und die Reparatur des Kanzelaltars). Anschließend blieben weitergehende Erhaltungsmaßnahmen aus und das Gebäude war in seiner Substanz gefährdet.
Nach der Wende bauten Fachleute die Feldsteinmauer neu auf und orientierten sich dabei an einem alten Vorbild. In den Jahren 2001 und 2002 ließ die Kirchengemeinde die Fenster erneuern.
Diesen Arbeiten folgten später umfangreichere Sanierungen am Gebäude und im Inneren. Begleitet von einem Förderverein konnten so die Dächer neu eingedeckt, der Innenraum renoviert und mit neuen Stühlen ergänzt werden. Der Kanzelaltar wurde gereinigt und der Betonfußboden aufgenommen. Dabei wurde ein Mühlstein entdeckt, auf dem zuvor vermutlich ein Taufstein stand. In den Folgejahren sind weitere Arbeiten erforderlich. Die Außenwände erfordern eine Sanierung, ebenso die Turmtreppe und die Empore. Die Kirchengemeinde plant außerdem die Anschaffung einer Heizungsanlage, die einen alten Kachelofen ersetzen soll.

## Architektur
Das Gebäude wurde im Stil der Romanik aus gleichmäßig behauenen und geschichteten Feldsteinen errichtet. Das rund 10,6 Meter breite Kirchenschiff ist rund 13 Meter lang, der sich daran anschließende, gerade geschlossene und eingezogene Chor weitere zehn Meter. Er ist rund acht Meter breit. An der Nordseite des Kirchenschiffs befinden sich zwei große korbbogenförmige Fenster, die im Jahr 1720 vergrößert wurden. Rechts unterhalb des östlichen der beiden Fenster ist eine spitzbogige Frauenpforte zu erkennen, die mit Feldsteinen und Gesteinssplittern verschlossen wurde. Rechts neben dem Fenster befindet sich eine zweite Tür mit einem rechteckigen Ausschnitt. Diese Öffnung stand im Zusammenhang mit dem Einbau eines Ofens im Jahr 1909 und diente fortan der Zuführung mit Heizmaterial. An der Nordseite des Chors sind zwei Fenster zu erkennen, die ebenfalls vermauert wurden. Das linke ist spitzbogig und stammt vermutlich aus der Anfangszeit der Kirche, das rechte ist bienenkorbförmig ausgestaltet und damit deutlich jüngeren Datums. Dazwischen befindet sich ein großes Fenster, das die Form der Öffnungen am Kirchenschiff aufnimmt. An der Ostwand des Chors sind zwei Lanzettfenster aus der Bauzeit erhalten geblieben. Sie sind jedoch verputzt, damit kein Licht auf den Altaraufsatz fällt. Oberhalb der beiden Fenster ist eine bienenkorbförmige Öffnung, die zu einem späteren Zeitpunkt eingebaut wurde. An der Südseite befindet sich die ehemalige Priesterpforte, deren Giebel mit Blenden aus Kielbögen verziert sind und die in die Portalhalle aus dem Jahr 1499 führt. Dieses Datum ist durch einen dort eingelassenen Findling überliefert, in den die Jahreszahl eingeschlagen wurde. Experten vermuten, dass die ebenfalls eingeschlagenen spätgotischen Buchstaben die Initialen des Baumeisters sein könnten. Westlich der Tür befindet sich die ehemalige Männerpforte. An der südlichen Fassade des Chors befinden sich – wie auch im südlichen Kirchenschiff – eines, bzw. im Schiff zwei barock veränderte Fenster. Der Westturm, dessen Nordostwand oberhalb des Kirchenschiffes zurückspringt, schließt mit einem Walmdach ab. Er ist insgesamt 24 Meter hoch, elf Meter breit und an seiner Nordseite sechs Meter tief. Die Steine sind hier deutlich ungleichmäßiger behauen und geschichtet als im Kirchenschiff und im Chor. Die Kanten bestehen teilweise aus behauenem Kalkstein. Die Südseite ist um einen Meter verkürzt. Hierfür könnten statische Gründe eine Rolle gespielt haben. Hinter den spitzbogenförmigen Klangarkaden hängen vier Glocken mit den Durchmessern 117 cm, 96 cm, 83,5 cm und 75,8 cm aus dem Jahr 1919. Zu ihnen gelangt man über eine Treppe mit 64 Stufen. Zwei Arkaden zeigen zur Westseite, je eine weitere ist an den anderen Turmseiten vorhanden.

## Ausstattung
Die Kanzel, der Altar sowie die Orgelempore stammen aus dem Jahr 1722. Die pokalförmige Fünte wurde im Spätmittelalter aus Rüdersdorfer Kalkstein hergestellt. Sie ist rund 83,5 cm hoch. Darin befindet sich eine Taufschale aus Messing mit der Inschrift: „Ein Herr – Ein Glaube – Eine Taufe“. Die Kuppa hat einen Durchmesser von 67,5 cm. Die Orgel von Ferdinand Dinse besitzt acht Register auf einem Manual und Pedal und ist eine Stiftung aus dem Jahr 1861. Zwei 34 cm hohe Leuchter aus Messing stammen aus dem 15. oder 16. Jahrhundert. Sie sind mit drei Ringen verziert, während der Fuß in Form von drei Tierklauen gestaltet wurde. Die Kronleuchter wurden Anfang des 18. Jahrhunderts gefertigt.
Der Innenraum ist mit einer flachen Holzbalkendecke vom Dach abgetrennt. Zwischen Kirchenschiff und Chor befindet sich ein spitzbogiger Triumphbogen.